# Česká fotbalová liga 2012/2013
Česká fotbalová liga 2012/13, 3. nejvyšší fotbalová soutěž v Česku, měla stejně jako v předchozí sezóně 2011/12 stejně klubů a tedy i stejný systém. Vítězem a postupujícím do Národní ligy se stalo mužstvo FK Loko Vltavín. Z 2. ligy do ČFL sestoupila Sparta Praha B jako 16. celek 2. nejvyšší soutěže, naopak z divizí postoupily Kolín, Převýšov, Zápy, Strakonice a Horní Měcholupy.

## Kluby podle krajů
- Praha: Loko Vltavín, SK Horní Měcholupy, AC Sparta Praha B
- Plzeňský: Jiskra Domažlice
- Liberecký: SK Hlavice, Arsenal Česká Lípa
- Karlovarský: 1.FC Karlovy Vary
- Ústecký: FC Chomutov, SK Roudnice nad Labem
- Jihočeský: FC Písek, SK Strakonice 1908
- Středočeský: SK Kladno, FK Králův Dvůr, FK Kunice, SK Zápy, FK Kolín
- Pardubický: MFK Chrudim
- Královéhradecký: SK Převýšov

## Konečná tabulka
| Poř. | Tým                   | Z  | V  | R  | P  | VG | OG  | B  |
| ---- | --------------------- | -- | -- | -- | -- | -- | --- | -- |
| 1.   | FK Loko Vltavín       | 34 | 21 | 8  | 5  | 59 | 37  | 71 |
| 2.   | FK Kolín              | 34 | 18 | 12 | 4  | 63 | 38  | 66 |
| 3.   | FK Kunice             | 34 | 19 | 5  | 10 | 63 | 46  | 62 |
| 4.   | TJ Jiskra Domažlice   | 34 | 18 | 5  | 11 | 81 | 52  | 59 |
| 5.   | SK Roudnice nad Labem | 34 | 17 | 7  | 10 | 69 | 50  | 58 |
| 6.   | AC Sparta Praha B     | 34 | 16 | 8  | 10 | 60 | 35  | 56 |
| 7.   | MFK Chrudim           | 34 | 15 | 7  | 12 | 58 | 43  | 52 |
| 8.   | FC Chomutov           | 34 | 13 | 11 | 10 | 59 | 45  | 50 |
| 9.   | SK Zápy               | 34 | 13 | 10 | 11 | 41 | 36  | 49 |
| 10.  | FK Arsenal Česká Lípa | 34 | 13 | 9  | 12 | 58 | 52  | 48 |
| 11.  | SK Převýšov           | 34 | 12 | 11 | 11 | 43 | 38  | 47 |
| 12.  | 1. FC Karlovy Vary    | 34 | 11 | 9  | 14 | 53 | 59  | 42 |
| 13.  | SK Horní Měcholupy    | 34 | 12 | 5  | 17 | 48 | 61  | 41 |
| 14.  | FK Králův Dvůr        | 34 | 11 | 7  | 16 | 54 | 62  | 40 |
| 15.  | SK Strakonice 1908    | 34 | 11 | 7  | 16 | 38 | 48  | 40 |
| 16.  | SK Kladno             | 34 | 11 | 5  | 18 | 42 | 51  | 38 |
| 17.  | FC Písek              | 34 | 5  | 9  | 20 | 36 | 65  | 24 |
| 18.  | SK Hlavice            | 34 | 2  | 1  | 31 | 27 | 134 | 7  |

Poznámky:
- Z = Odehrané zápasy; V = Vítězství; R = Remízy; P = Prohry; VG = Vstřelené góly; OG = Obdržené góly; B = Body

|  | Postup Fotbalová národní liga 2013/14      |
|  | Sestup do Divize A, Divize B nebo Divize C |